# Iso-Musta (sjö i Idensalmi, Norra Savolax)
Iso-Musta är en sjö i kommunen Idensalmi i landskapet Norra Savolax i Finland. Den är 12,5 meter djup. Arean är 40 hektar och strandlinjen är 3,52 kilometer lång. Sjön  ingår i Vuoksens huvudavrinningsområde.   Den ligger omkring 70 kilometer norr om Kuopio och omkring 400 kilometer norr om Helsingfors. 